# Nelson Garzón
Nelson Garzón (Bogotá, 15 de mayo de 1985)  es un patinador en línea colombiano retirado de la actividad competitiva. Fue múltiple medallista mundial y campeón en 2005, 2007 y 2008, además de medallista de plata en los Juegos Mundiales de 2009 donde fue el abanderado de Colombia.